# Boondadup
Boondadup – krótka rzeka w Australii, w stanie Australia Zachodnia. Ma 10 km długości. Uchodzi do Oceanu Południowego w zatoce Doubtful Island Bay na terenie Parku Narodowego Fitzgerald River. Nazwa rzeki pochodzi z języka aborygeńskiego i została po raz pierwszy odnotowana przez geodetę w 1875 roku. Ujście rzeki to małe, wąskie i okresowe estuarium o długości 700 m, szerokości 250 m i głębokości 1 m.